# Moisès (Miquel Àngel)
Moisès és una escultura renaixentista del segle xvi, Cinquecento a Itàlia. És la figura central de la tomba del papa Juli II, i es troba en l'església de Sant Pere in Vincoli, de Roma. Va ser realitzada per Miquel Àngel l'any 1513, i acabada l'any 1545.

## Anàlisi de l'obra
El tema és bíblic, és a dir, representa el profeta Moisès, que en tornar dels seus viatges de recerca de "Les Taules de la Llei" per ensenyar-les als israelites, contempla horroritzat com aquests han abandonat el culte de Jehovà i estan adorant el vedell d'or.
El material utilitzat és el marbre, que dona un naturalisme a l'obra realment increïble. El marbre blanc, juntament amb la llum i els plecs de la roba, fa que la figura tingui un cert volum i un gran realisme. Destaca la perfecció de l'anatomia i l'expressió del rostre; els músculs en tensió, que fan semblar que Moisès s'aixecarà ple de fúria i ràbia.
Podem observar en l'escultura les característiques de l'estil renaixentista, com el seu clar naturalisme, la recerca de bellesa i l'interès per l'ésser humà i la seva anatomia, com per la cultura antropocèntrica del període humanista.
Utilitza la terribilità, que és la grandiositat formal i la gran força expressiva, la tensió i l'expressió dramàtica que Miquel Àngel va saber imprimir en les seves obres. En aquest cas concret, l'artista va voler que l'escultura de Moisès mostrés la seva reacció furiosa i colèrica quan descobreix, després de rebre els manaments de Déu i baixar del Sinaí, que el seu poble adora impiadosament el vedell d'or. Veiem aquesta tècnica en la cara colèrica, la mirada fulminant, el cos titànic i robust, la força muscular de tota l'escultura, el dinamisme de les dues cames en posició d'aixecar-se, fins i tot el gest del braç esquerre, amb els dits agafant crispats la llarguíssima barba. En definitiva, el patriarca apareix pletòric d'una força i una còlera que emanen del seu interior davant la visió impia. Seguint la iconografia, el rostre està emmarcat per dues banyes.
L'obra anava destinada a la tomba del papa Juli II, que l'encarregà l'any 1505, però Miquel Àngel no la va finalitzar fins al 1545, d'una manera molt diferent de com l'havia projectada. El projecte original consistia en una tomba colossal, amb més de quaranta grandioses estàtues, que es col·locarien sota la volta de la cúpula de Sant Pere del Vaticà. Després de la mort del papa el 1513 i els problemes econòmics, el projecte es reduí, fins que un contracte especificà una tomba amb una senzilla façana i amb un terç menys de les figures incloses en el projecte original.

## Curiositats
Alguns veuen Moisès com un retrat del mateix escultor o del papa Juli II, un temible guerrer i un líder espiritual, i també un profeta bíblic. D'altres pensen que pot ser un símbol dels elements que componen la natura, la barba de Moisés representaria l'aigua i el cabell, les flames del foc.
Miquel Àngel pensava que Moisés era la seva creació més realista. La llegenda explica que, en acabar l'escultura, l'artista va colpejar el genoll dret de l'estàtua i li va dir: "Parla!", sentint que l'única cosa que hi faltava era extraure del marbre la pròpia vida.